# Temporada de furacões no oceano Atlântico de 2018
A temporada de furacões no oceano Atlântico de 2018 foi a terceira em uma série consecutiva de temporadas acima da média e prejudiciais, com 15 tempestades nomeadas, 8 furacões e 2 grandes furacões, que causaram um total de mais de $ 50 mil milhões (USD 2018) em danos e pelo menos 172 mortes. Mais de 98% do dano total foi causado por dois furacões (Florence e Michael). A temporada começou oficialmente em 1 de junho de 2018 e terminou em 30 de novembro de 2018. Essas datas descrevem historicamente o período de cada ano em que a maioria dos ciclones tropicais se forma na bacia do Atlântico e são adotados por convenção. No entanto, a formação do Tempestade Tropical Alberto em 25 de maio marcou o quarto ano consecutivo em que uma tempestade se desenvolveu antes do início oficial da temporada. A temporada foi concluída com a transição de Oscar para um ciclone extratropical em 31 de outubro, quase um mês antes do fim oficial.
Embora vários ciclones tropicais tenham impactado a terra, apenas alguns deixaram grandes danos. Em meados de setembro, o furacão Florence produziu inundações desastrosas na Carolina do Norte e na Carolina do Sul, com danos totalizando cerca de US$ 24 mil milhões. A tempestade também causou 54 mortes. Cerca de um mês depois, o furacão Michael, o primeiro ciclone tropical a atingir os Estados Unidos como um furacão de categoria 5 desde o furacão Andrew em 1992, deixou muitos danos na Flórida, Geórgia e Alabama. Michael causou aproximadamente US$ 25 mil milhões em danos e pelo menos 64 mortes. Desde que Michael alcançou o status de Categoria 5, 2018 se tornou a terceira temporada consecutiva a apresentar pelo menos um furacão de Categoria 5. O furacão Leslie resultou no primeiro alerta de tempestade tropical emitido para a região da Madeira, em Portugal. Leslie e seus remanescentes deixaram centenas de milhares de cortes de energia e derrubaram pelo menos 1 000 árvores no continente português, enquanto fortes chuvas geradas pelos destroços do ciclone causaram 15 mortes na França. A tempestade deixou aproximadamente US$ 500 milhões em danos e 16 mortes.
A maioria dos grupos de previsão apontou para uma estação abaixo da média devido às temperaturas mais baixas do que o normal da superfície do mar no Atlântico tropical e ao desenvolvimento antecipado de um El Niño. No entanto, o El Niño antecipado falhou em se desenvolver a tempo de suprimir a atividade, e a atividade excedeu a maioria das previsões.

## Previsões sazonais
Antes e durante a temporada, vários serviços meteorológicos nacionais e agências científicas prevêem quantas tempestades, furacões e grandes furacões se formarão durante uma temporada ou quantos ciclones tropicais afetarão um determinado país. Essas agências incluem o Consórcio de Risco de Tempestade Tropical (TSR) da University College London, a Administração Oceânica e Atmosférica Nacional (NOAA) e a Universidade Estadual do Colorado (CSU). As previsões incluem mudanças semanais e mensais em fatores significativos que ajudam a determinar o número de tempestades tropicais, furacões e grandes furacões em um determinado ano. Algumas dessas previsões também levam em consideração o que aconteceu nas temporadas anteriores e um evento La Niña em andamento que se formou recentemente em novembro de 2017. Em média, uma temporada de furacões no Atlântico entre 1981 e 2010 continha doze tempestades tropicais, seis furacões e três grandes furacões, com um índice de energia ciclônica acumulada (ECA) entre 66 e 103 unidades. ECA é, em termos gerais, uma medida da força de um furacão multiplicada pela duração de sua existência; portanto, tempestades de longa duração e sistemas particularmente fortes resultam em altos níveis de ECA. A medida é calculada com base em avisos completos para ciclones com intensidade de tempestade tropical - tempestades com ventos superiores a 63 km/h (39 mph).

### Perspectivas pré-temporada
A primeira projeção para o ano foi divulgada pela TSR em 7 de dezembro de 2017, que previa uma temporada ligeiramente acima da média para 2018, com um total de 15 tempestades nomeadas, 7 furacões e 3 grandes furacões. Em abril 5 de 2018, a CSU divulgou sua previsão, prevendo uma temporada ligeiramente acima da média com 14 tempestades nomeadas, 7 furacões e 3 grandes furacões. A TSR divulgou sua segunda previsão no mesmo dia, prevendo uma temporada de furacões ligeiramente abaixo da média, com 12 tempestades nomeadas, 6 furacões e 2 grandes furacões, a redução no número e no tamanho das tempestades em comparação com a primeira previsão sendo devido a resfriamento anômalo recente no extremo norte do Atlântico e tropical. Vários dias depois, em abril 16, a North Carolina State University divulgou suas previsões, prevendo uma temporada acima da média, com 14-18 tempestades nomeadas, 7-11 furacões e 3-5 grandes furacões. Em abril 19, The Weather Company (TWC) divulgou suas primeiras previsões, prevendo que 2018 será uma temporada quase média, com um total de 13 tempestades nomeadas, 7 furacões e 2 grandes furacões.
TWC revisou ligeiramente sua previsão em 17 de maio, em vez de projetar 12 tempestades nomeadas, 5 furacões e 2 grandes furacões em 17 de maio perspectivas. Em 24 de maio, NOAA divulgou suas primeiras previsões, pedindo uma temporada quase acima da média em 2018. Em 25 de maio, o UK Met Office divulgou sua previsão, prevendo 11 tempestades tropicais, 6 furacões e um valor de energia ciclônica acumulada (ACE) de aproximadamente 105 unidades. Em contraste, em 30 de maio, a TSR lançou sua previsão atualizada, reduzindo significativamente seus números para 9 tempestades nomeadas, 4 furacões e 1 grande furacão, citando uma configuração de temperatura da superfície do mar análoga às observadas durante a fase fria da oscilação multidecadal do Atlântico. Em 31 de maio, um dia antes do início oficial da temporada, a CSU atualizou sua previsão para incluir a tempestade tropical Alberto, também diminuindo seus números devido ao resfriamento anômalo no Atlântico tropical e extremo norte.

### Perspectivas no meio da temporada
No dia 2 de julho, a CSU atualizou mais uma vez a sua previsão, baixando novamente seus números para 11 tempestades nomeadas, 4 furacões e 1 grande furacão, citando o resfriamento contínuo no Atlântico e uma chance crescente de formação do El Niño no final do ano. A TSR divulgou sua quarta previsão em 5 de julho, mantendo os mesmos números da previsão anterior. Em 2 de agosto, a CSU atualizou a sua previsão novamente, aumentando seus números para 12 tempestades nomeadas, 5 furacões e 1 grande furacão, citando a chance crescente de um El Niño fraco se formar no final do ano. Quatro dias depois, o TSR divulgou sua previsão final para a temporada, aumentando ligeiramente seus números para 11 tempestades nomeadas, 5 furacões e apenas um grande furacão, com o motivo de ter dois furacões inesperados se formando no início de julho. Em 9 de agosto de 2018, a NOAA revisou suas previsões, prevendo uma temporada abaixo da média com 9-13 tempestades nomeadas, 4-7 furacões e 0–2 grandes furacões em toda a temporada de 2018.

## Resumo sazonal

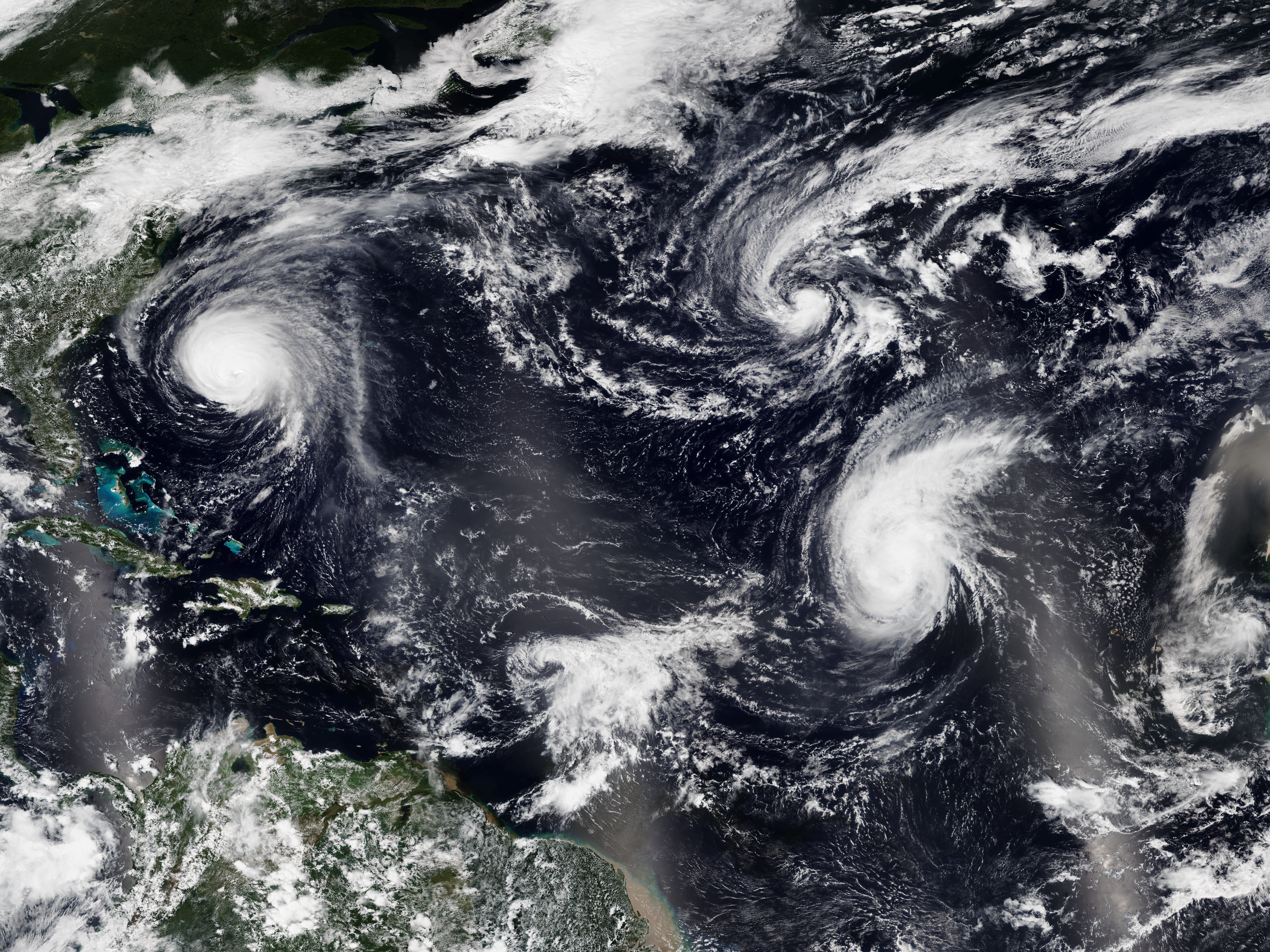
A temporada de furacões no oceano Atlântico de 2018 apresentou quatro tempestades nomeadas simultâneas, o primeiro ano desde 2008. Visíveis na imagem estão Florence (esquerda), Isaac (parte inferior central), Helene (parte inferior direita) e Joyce (parte superior direita) em 12 de setembro

A temporada de furacões no Atlântico de 2018 começou oficialmente em 1 de junho. A estação produziu dezasseis depressões tropicais, todas com exceção de uma das quais se intensificaram ainda mais em tempestades tropicais. Oito deles se transformaram em furacões, enquanto dois dos seis furacões se transformaram em grandes furacões. Um recorde de sete tempestades recebeu a designação de ciclone subtropical em algum ponto de sua duração. A atividade acima do normal ocorreu devido a temperaturas anormalmente altas da superfície do mar, uma monção mais forte da África Ocidental e a incapacidade do El Niño de se desenvolver durante a temporada. Os ciclones tropicais do Atlântico de 2018 causaram coletivamente 172 fatalidades e pouco mais de $50,2 mil milhões em danos. A temporada de furacões no Atlântico terminou oficialmente em 30 de novembro de 2018.
A ciclogênese tropical começou com a formação da tempestade tropical Alberto em 25 de maio, marcando o quarto ano consecutivo em que a atividade começou cedo. No entanto, nenhuma tempestade se desenvolveu no mês de junho. Julho viu a formação de Beryl e Chris, que se intensificaram em furacões. Agosto também apresentou duas tempestades nomeadas, Debby e Ernesto, embora nenhuma tenha se fortalecido além do status de tempestade tropical. Em 31 de agosto, desenvolveu-se a depressão que mais tarde se tornaria o furacão Florence. Setembro foi o mês de maior atividade, com Florence, Gordon, Helene, Isaac, Joyce, Depressão tropical Onze, Kirk e Leslie também se formando ou existindo no mês. Florence, Helene, Isaac e Joyce existiram simultaneamente por alguns dias em setembro, tornando-se a primeira vez desde 2008 que quatro tempestades nomeadas estavam ativas ao mesmo tempo. A temporada também se tornou o segundo ano consecutivo com três furacões ativos simultaneamente.
| Posição | Custo                  | Temporada |
| ------- | ---------------------- | --------- |
| 1       | ≥ $294,703 mil milhões | 2017      |
| 2       | ≥ $172,297 mil milhões | 2005      |
| 3       | ≥ $121,030 mil milhões | 2022      |
| 4       | ≥ $80,727 mil milhões  | 2021      |
| 5       | ≥ $72,341 mil milhões  | 2012      |
| 6       | ≥ $61,148 mil milhões  | 2004      |
| 7       | ≥ $51,146 mil milhões  | 2020      |
| 8       | ≥ 50,126 mil milhões   | 2018      |
| 9       | ≥ $48,855 mil milhões  | 2008      |
| 10      | ≥ $27,302 mil milhões  | 1992      |

A atividade continuou em outubro, com a formação de Michael em 7 de outubro e se transformando em um grande furacão sobre o Golfo do México, antes de atingir o Panhandle da Flórida no pico de intensidade. Michael, que atingiu o pico como uma furacão categoria 5 com ventos máximos sustentados de 260 km/h (160 mph) e uma pressão barométrica mínima de 919 mbar (27.1 inHg), foi o ciclone tropical mais intenso da temporada e uma das apenas quatro tempestades a atingir o continente dos Estados Unidos como uma categoria 5, os outros sendo o furacão do Dia do Trabalho de 1935, o furacão Camille em 1969 e o furacão Andrew em 1992. Depois de 15 dias consecutivos como um ciclone tropical, Leslie fez a transição para um poderoso ciclone extratropical em 13 de outubro, enquanto situado a aproximadamente 190 km (120 mi) oeste da Península Ibérica, antes de fazer desembarque (landfall) logo depois. Um período de inatividade de duas semanas se seguiu quando a temporada começou a diminuir. Oscar, formando-se em 26 de outubro como uma tempestade subtropical, intensificou-se para um furacão no dia seguinte, tornando-se o oitavo furacão da temporada. A transição extratropical de Oscar encerrou as atividades da temporada em 31 de outubro. Nenhum sistema foi formado no mês de novembro pela primeira vez desde 2014. A atividade sazonal foi refletida com um índice de energia ciclônica acumulada de 133 unidades.

## Sistemas

### Tempestade Tropical Alberto
Uma ampla área de baixa pressão se formou no noroeste do Mar do Caribe em 20 de maio devido à diffluência de uma depressão. O ar seco e o cisalhamento do vento inicialmente impediram o desenvolvimento à medida que a baixa se movia sobre a Península de Iucatã. No entanto, após a baixa ressurgiu no Caribe em 25 de maio, desenvolveu-se uma circulação bem definida e o sistema tornou-se uma depressão subtropical de cerca de 80 mi (130 km) leste-sudeste de Chetumal, Quintana Roo, por volta das 12h00 UTC. Depois de permanecer quase estacionária no dia seguinte, a depressão subtropical moveu-se para o norte e continuou se fortalecendo, tornando-se a tempestade subtropical Alberto ao cruzar para o Golfo do México no final de 26 de maio. Depois que a convecção migrou para mais perto da circulação e o campo de vento da tempestade diminuiu de tamanho, o ciclone tornou-se uma tempestade tropical por volta das 00h00 UTC em 28 de maio. Naquela época, Alberto atingiu o pico com ventos de 105 km/h (65 mph) e uma pressão mínima de 990 mbar (29 inHg). Por volta das 21h UTC, Alberto atingiu a terra perto de Laguna Beach, Flórida, com ventos de 72 km/h (45 mph). O ciclone enfraqueceu para uma depressão tropical logo após o desembarque (landfall). Possivelmente devido ao efeito oceano marrom, Alberto persistiu como um ciclone tropical sobre a terra até a transição para uma baixa remanescente sobre o norte de Michigan em 31 de maio. Um sistema frontal subsequentemente absorveu o remanescente baixo sobre Ontário em 1 de junho.
Alberto e seu precursor causaram inundações na Península de Iucatã, particularmente em Mérida. Inundações também ocorreram em Cuba, onde o ciclone deixou 366 mm (14,41 in) de precipitação em Heriberto Duquezne, Villa Clara. A tempestade danificou 5 218 casas e 23 680 acres (9 580 ha) de safras em todo o país. Alberto causou 10 mortes em Cuba, todas por afogamento. Na Flórida, os ventos sustentados chegaram a 51 mph (82 km/h) e rajadas atingiram 59 mph (95 km/h), ambos registados na ponte da Ilha de St. George. Os ventos derrubaram dezenas de árvores, algumas das quais caíram em estradas, linhas de energia e algumas casas. A tempestade entrou em cinco edifícios e um restaurante no Panhandle da Flórida. Mais para o interior, Alberto causou inundações em vários estados. O mais atingido foi o oeste da Carolina do Norte, onde enchentes e deslizamentos de terra levaram ao fechamento de mais de 40 estradas, incluindo partes do Blue Ridge Parkway. Aproximadamente 2 000 as pessoas fugiram de suas casas no condado de McDowell devido à ameaça de rompimento da barragem do lago Tahoma. Alberto causou oito mortes e cerca de US$ 125 milhões em danos nos Estados Unidos.

### Furacão Beryl
Em 1 de julho, uma onda tropical e a área de baixa pressão que a acompanha saiu da costa oeste da África. Enquanto se movia para oeste-sudoeste nos próximos dias, o sistema se organizou em uma depressão tropical às 12h00 UTC em 4 de julho cerca de 2 406 km (1 495 mi) oeste-sudoeste das Ilhas de Cabo Verde. Cerca de 12 horas depois, a depressão intensificou-se na tempestade tropical Beryl. Apesar das temperaturas da superfície do mar relativamente baixas, o Beryl continuou a se fortalecer, tornando-se um furacão categoria 1 às 06h00 UTC em 6 de julho como um olho de ciclone tornou-se evidente. O Beryl se tornou o segundo furacão mais antigo registado na Região Principal de Desenvolvimento (ao sul de 20°N e entre 60° e 20°W ), atrás apenas de uma tempestade em 1933. Simultaneamente, o ciclone atingiu o pico com 130 km/h (80 mph) e uma pressão mínima de 991 mbar (29,3 inHg). Posteriormente, o aumento do cisalhamento do vento fez com que ele enfraquecesse e se transformasse em uma tempestade tropical por volta das 12h00 UTC em 7 de julho. Um voo de aeronave de reconhecimento descobriu que Beryl havia degenerado em um vale aberto cerca de 24 horas mais tarde. Os remanescentes foram monitorados por vários dias. Depois que as condições se tornaram mais favoráveis, o Beryl se regenerou em uma tempestade subtropical perto das Bermudas às 12h00 UTC em 14 de julho. A tempestade rejuvenescida logo começou a perder a convecção devido à intrusão de ar seco e degenerou em um remanescente baixo mais uma vez por volta das 00h00 UTC em 16 de julho. Uma tempestade extratropical sobre a Terra Nova absorveu a baixa no dia seguinte.
Em Guadalupe, quatro locais de observação registaram ventos com força de tempestade tropical, derrubando árvores e linhas de energia. A precipitação na ilha atingiu o pico de 200 mm (7.8 in) em Saint-Claude, causando pequenas inundações localizadas devido ao escoamento. Fortes ventos em Porto Rico deixaram aproximadamente 47 000 pessoas sem energia. As inundações repentinas fecharam várias estradas e derrubaram várias árvores. Na República Dominicana, fortes chuvas causaram enchentes que desabrigaram mais de 8 000 pessoas e isolaram 19 comunidades. No geral, a inundação danificou 1 586 casas e destruiu 2 outras. Aproximadamente 59 000 clientes elétricos perderam energia. O dano total foi estimado em milhões.

### Furacão Chris
Um sistema frontal moveu-se ao largo da costa do nordeste dos Estados Unidos em 2 de julho. O sistema frontal se dissipou alguns dias depois, mas o restante da atividade de chuvas e tempestades evoluiu para uma baixa não tropical em 3 de julho. Após nova organização, uma depressão tropical formou-se por volta das 12h00 UTC em 6 de julho cerca de 555 km (345 mi) ao sul-sudeste de Cabo Hatteras, Carolina do Norte. A circulação alongada da depressão e a presença de ar seco impediram inicialmente a intensificação. No entanto, às 06h00 UTC em 8 de julho, a depressão se intensificou na tempestade tropical Chris. Puxado lentamente para sudeste por uma frente fria que passava, Chris se intensificou pouco durante o resto do dia devido à ressurgência. No entanto, em 10 de julho, um vale em desenvolvimento sobre o nordeste dos Estados Unidos acelerou Chris para o leste em águas mais quentes, permitindo a formação de um núcleo interno. Com um olho bem definido e uma aparência impressionante nas imagens de satélite, Chris se transformou em um furacão às 12h00 UTC naquele dia. Chris intensificou-se rapidamente e atingiu o pico como um furacão de categoria 2 com ventos de 169 km/h (105 mph) no início de 11 de julho, com o anel convectivo em seu núcleo transformando-se em uma parede do olho completa. No entanto, o movimento em águas mais frias e os efeitos de um vale próximo de latitude média fizeram com que Chris começasse a sofrer uma transição extratropical. Às 12h00 UTC em 12 de julho, Chris se tornou um ciclone extratropical bem a sudeste da Terra Nova. A baixa continuou para nordeste sobre o Atlântico pelos próximos dias, antes de enfraquecer e finalmente se dissipar ao sul da Islândia em 17 de julho.
Enquanto estava ao largo, Chris trouxe grandes ondas para a costa leste dos Estados Unidos, gerando centenas de resgates na água, especialmente ao longo das costas da Carolina do Norte, Nova Jérsia e Marilândia. Em 7 de julho, um homem se afogou em mar agitado atribuído à tempestade em Kill Devil Hills, Carolina do Norte. Uma casa de férias em Rodanthe foi declarada inabitável depois que as ondas geradas por Chris erodiram a base do prédio. Como um ciclone extratropical, o sistema trouxe chuvas fortes e rajadas de vento local para Terra Nova e Labrador. O acúmulo de chuva atingiu o pico em 76 mm (3,0 in) em Gander, enquanto as rajadas atingiram 96 km/h (60 mph) em Ferryland. O acúmulo de chuva foi maior na Ilha Sable, em 111,6 mm (4,39 in).

### Tempestade tropical Debby
Em 4 de agosto, o NHC começou a monitorar uma baixa não tropical no norte do Oceano Atlântico para o desenvolvimento tropical ou subtropical. Inicialmente, a convecção permaneceu muito limitada, com o sistema consistindo principalmente em um redemoinho sem convecção interagindo com uma baixa de nível superior. No entanto, à medida que o sistema mudou para sudoeste em um ambiente mais favorável, ele gradualmente começou a adquirir características subtropicais. Uma grande faixa de convecção com ventos com força de tempestade tropical desenvolveu-se longe do centro da circulação de reforço, levando à formação da Tempestade Subtropical Debby às 06h00 UTC em 7 de agosto. Movendo-se para o norte ao longo do lado oeste de uma crista de nível médio, a convecção profunda aumentou perto do centro do ciclone, e Debby fez a transição para uma tempestade tropical às 00h00 UTC em 8 de agosto. Ao longo do dia, apesar de se mover sobre as temperaturas marginais da superfície do mar, Debby fortaleceu-se ao virar de norte-nordeste para nordeste. A tempestade atingiu seu pico de intensidade às 00h00 UTC em 9 de agosto com ventos máximos sustentados de 80 km/h (50 mph). Embora a passagem de Debby sobre um redemoinho quente da Corrente do Golfo tenha permitido que ela mantivesse a sua intensidade por um curto período, a entrada de ar seco em sua circulação e a passagem sobre águas mais frias fez com que a sua convecção profunda se dissipasse. Debby degenerou em uma baixa remanescente às 18h00 UTC em 9 de agosto cerca de 870 km (540 mi) leste-sudeste de Cabo Race, Terra Nova. O sistema então fez a transição para um ciclone extratropical no início de 10 de agosto antes de ser absorvido por um ciclone extratropical maior naquele dia.

### Tempestade tropical Ernesto
Um sistema complexo de baixa pressão não tropical formou-se sobre o Atlântico norte em 12 de agosto. À medida que a baixa se deslocava para sudeste e se enfraquecia lentamente, uma nova baixa se formou a leste do sistema em 14 de agosto. A nova baixa adquiriu rapidamente características subtropicais, e por volta das 06h00 UTC de 15 de agosto, a baixa se organizou o suficiente para ser classificada como uma depressão subtropical, embora situada a cerca de 1 190 km (740 mi) sudeste de Cabo Race, Terra Nova. Virando para o nordeste ao longo da periferia sul dos ventos de latitude média, a depressão subtropical intensificou-se na tempestade subtropical Ernesto cerca de seis horas depois. Depois que Ernesto se tornou um sistema central quente, com organização convectiva suficiente e fluxo anticiclônico, o ciclone fez a transição para uma tempestade totalmente tropical no final de 16 de agosto. No dia seguinte, Ernesto começou a acelerar para nordeste devido à influência dos ventos de latitude média. Por volta das 18h00 UTC, o ciclone atingiu o pico com ventos máximos sustentados de 72 km/h (45 mph) e uma pressão barométrica mínima de 1 003 mbar (29,6 inHg). Por volta de seis horas depois, Ernesto fez a transição para um nível extratropical de cerca de 1,296 km (805 mi) norte-nordeste dos Açores. A baixa se fundiu com um sistema frontal e continuou na direção leste-nordeste até se dissipar nas Ilhas Britânicas em 19 de agosto. Fortes chuvas caíram em partes do Reino Unido naquele dia.

### Furacão Florence
Uma onda tropical e uma ampla área de baixa pressão saíram da costa oeste da África em 30 de agosto. A porção sul da onda moveu-se para o oeste por algumas semanas e evoluiu para a Depressão Tropical 19 no leste do oceano Pacífico em 19 de setembro, enquanto as porções restantes da onda e a baixa se formaram em uma depressão tropical de cerca de 169 km (105 mi) sudeste da ilha de Santiago nas ilhas de Cabo Verde no final de 31 de agosto. A depressão se intensificou na tempestade tropical Florence no dia seguinte. Florence moveu-se para oeste-noroeste a uma velocidade média de 17 mph (27 km/h) devido a uma grande crista associada ao anticiclone das Bermudas-Açores. Condições marginalmente favoráveis permitiram apenas uma intensificação gradual, com o ciclone transformando-se em furacão em 4 de setembro. No entanto, Florence então passou por uma rápida intensificação, alcançando o status de categoria 4 no final do dia seguinte, mais a nordeste do que qualquer furacão anterior de categoria 4 furacões no Atlântico durante a era dos satélites. Um forte aumento no cisalhamento do vento levou a um rápido enfraquecimento, com Florence caindo para a intensidade da tempestade tropical no início de 7 de setembro. Uma crista de nível médio do edifício interrompeu o movimento de Florence em direção ao norte, levando a uma curva para oeste.
O cisalhamento do vento diminuiu novamente e a tempestade atingiu temperaturas mais altas do oceano, permitindo que Florence se fortalecesse novamente e se tornasse um furacão em 9 de setembro. No dia seguinte, Florence passou por um segundo surto de intensificação rápida, alcançando novamente a intensidade categoria 4 no final de 10 de setembro. Após fortalecimento adicional, o ciclone atingiu seu pico de intensidade por volta das 18h00 UTC em 11 de setembro, com ventos máximos sustentados de 240 km/h (150 mph) e uma pressão barométrica mínima de 937 mbar (27,7 inHg). O sistema enfraqueceu continuamente depois disso devido aos ciclos de ressurgência e substituição da parede do olho, com a tempestade caindo abaixo da intensidade do furacão em 13 de setembro ao se aproximar das Carolinas. Florence, então, desacelerou significativamente devido ao colapso das correntes de direção e atingiu a costa perto de Wrightsville Beach, Carolina do Norte, como uma categoria 1 com ventos de 140 km/h (90 mph) por volta das 11h15 UTC em 14 de setembro. Movendo-se para oeste-sudoeste, o ciclone permaneceu perto da costa e enfraqueceu para uma tempestade tropical no leste da Carolina do Sul. No início de 15 de setembro Florence enfraqueceu para uma depressão tropical sobre a parte oeste do estado no final do dia seguinte, antes de virar para o norte. O sistema então se tornou extratropical sobre a Virgínia Ocidental. O sistema extratropical seguiu para nordeste devido a um sistema frontal que se aproximava antes de se dissipar sobre Massachusetts em 18 de setembro.
Florence trouxe inundações catastróficas para a Carolina do Norte e a Carolina do Sul. No primeiro caso, a tempestade atingiu um total máximo de 913 mm (35,93 in) de precipitação perto de Elizabethtown, tornando Florence o ciclone tropical mais chuvoso já registado na Carolina do Norte. As enchentes entraram em 74 563 estruturas e inundou quase todas as principais rodovias no leste da Carolina do Norte por vários dias. Várias cidades ficaram completamente isoladas, incluindo Wilmington. Um total de 5 214 pessoas precisaram de resgate durante a enchente. Perdas significativas para lavouras e pecuária também ocorreram, com a morte de 5 500 porcos e 3,5 milhões de aves. Aproximadamente um milhão de pessoas perderam eletricidade no auge da tempestade. Os danos apenas na Carolina do Norte totalizaram aproximadamente US$ 22 mil milhões. Na Carolina do Sul, Florence produziu um total máximo de 600 mm (23,63 in) de precipitação em Loris, tornando-se também o ciclone tropical mais chuvoso da história daquele estado. Embora as enchentes não tenham sido tão severas como na Carolina do Norte, a tempestade ainda causou um desastre de mil milhões de dólares na Carolina do Sul, com danos totalizando cerca de US$ 2 mil milhões. Aproximadamente 11 386 casas em todo o estado sofreram danos moderados ou grandes. A Interestadual 95 permaneceu fechada por cerca de uma semana devido à inundação. Na Virgínia, a tempestade causou inundações geralmente menores e gerou 11 tornados. Um tornado no condado de Chesterfield derrubou carros, derrubou várias linhas de energia, derrubou vários edifícios e destruiu um armazém, matando um homem lá dentro. No geral, Florence matou 54 pessoas e causou pouco mais de $ 24 mil milhões em danos.

### Tempestade tropical Gordon
Uma onda tropical partiu da costa oeste da África em 26 de agosto e moveu-se rapidamente através do Atlântico tropical com pouca atividade convectiva. Em 30 de agosto, ocorreu um aumento na convecção conforme a onda se aproximava do Mar do Caribe. A organização gradual ocorreu à medida que o sistema se movia para o noroeste em direção às Bahamas. Às 06h00 UTC em 3 de setembro, uma depressão tropical formou cerca de 140 km (90 mi) sudeste de Key Largo, Flórida, e se consolidou na tempestade tropical Gordon apenas três horas depois. Movendo-se de oeste-noroeste para noroeste em torno de uma forte cordilheira subtropical, Gordon continuou a se fortalecer e atingiu ventos de 80 km/h (50 mph) quando atingiu a costa perto de Tavernier, Flórida, às 11h15 UTC. Depois de fazer um segundo desembarque (landfall) perto de Flamingo às 13h15 UTC, Gordon emergiu no Golfo do México. Uma feição semelhante a um olho apareceu brevemente no final de 3 de setembro enquanto o pequeno ciclone tropical continuava a se fortalecer. Às 18h00 UTC em 4 de setembro, Gordon atingiu o pico com ventos sustentados máximos de 110 km/h (70 mph), atingindo a terra nessa intensidade às 03h15 UTC no dia seguinte perto da fronteira do Alabama com o Mississippi. A tempestade tropical rapidamente enfraqueceu para uma depressão tropical às 12h00 UTC, degenerando em uma baixa remanescente às 18h00 UTC de 6 de setembro sobre o Arkansas. O baixo remanescente degenerou em uma depressão no início de 8 de setembro antes de se fundir com uma baixa extratropical em desenvolvimento mais tarde naquele dia.
Vários locais no sul da Flórida observaram rajadas de vento com força de tempestade tropical. Mais de 8 000 pessoas ficaram sem eletricidade nos condados de Broward e Miami-Dade. Uma morte ocorreu em Miami na Interestadual 95 quando um motorista de caminhão perdeu o controle de seu veículo, bateu em uma parede e foi ejetado do caminhão. Precipitação atingindo 177 mm (6,98 in) em Homestead causou algumas inundações nas ruas da área de Miami. Ao longo da Costa do Golfo, especialmente no Panhandle da Flórida, Alabama e Mississippi, ventos e ondas de tempestade causaram danos a alguns cais, casas e edifícios. Cerca de 27 000 pessoas ficaram sem eletricidade, a maioria no Alabama e no Panhandle da Flórida. Uma jovem morreu em Pensacola depois que uma árvore caiu em sua casa móvel. Tornados e inundações repentinas dos remanescentes de Gordon causaram alguns danos mais para o interior, especialmente em Kentucky e Missouri. A tempestade causou duas mortes no primeiro e uma no segundo. Gordon resultou em aproximadamente $ 200 milhões em danos nos Estados Unidos.

### Furacão Helene
No início de setembro, uma onda tropical vigorosa movendo-se pela África Ocidental produziu uma grande massa de convecção. Ainda no interior, uma área de superfície de baixa pressão formou-se em associação com a onda em 6 de setembro. As fortes chuvas da onda tropical precursora na Guiné provocaram enchentes, que ceifaram três vidas em Doko. O sistema foi transferido para o mar no início de 7 de setembro e evoluiu para uma depressão tropical por volta das 12h00 UTC perto de Banjul, Gâmbia. Dirigida para o oeste devido a uma crista subtropical ao norte, a depressão se intensificou na tempestade tropical Helene no início de 8 de setembro. Nas ilhas de Cabo Verde, ocorrem árvores derrubadas e uma antena de telecomunicações na cidade de São Filipe. A tempestade também causou pequenos danos a edifícios, veículos e estradas. A melhoria das características das bandas e o desenvolvimento de um núcleo interno indicaram um fortalecimento adicional; Helene se tornou um furacão por volta das 18h00 UTC no dia seguinte. Helene foi o segundo furacão mais oriental a se formar na principal região de desenvolvimento (MDR) durante a era do satélite, atrás apenas de Fred em 2015. Helene então se curvou para oeste-noroeste em torno da borda da cordilheira subtropical e se intensificou ainda mais, tornando-se um furacão categoria 2 por volta das 12h00 UTC em 10 de setembro. Aproximadamente 24 horas depois, o ciclone atingiu seu pico com ventos de 180 km/h (110 mph) e uma pressão mínima de 967 mbar (28,6 inHg).
As temperaturas mais frias da água e o ar mais seco fizeram com que Helene se enfraquecesse e se tornasse uma tempestade tropical em 13 de setembro. O fluxo entre um vale sobre o Atlântico central e a cordilheira subtropical puxou Helene em um movimento para o norte. Em 13 de setembro e 14 de setembro, o ciclone sofreu uma interação Fujiwhara com a menor tempestade tropical Joyce a oeste. Posteriormente, Helene acelerou para nordeste e passou sobre os Açores no final de 15 de setembro A tempestade provavelmente produziu ventos com força de tempestade tropical sobre o oeste dos Açores. No dia seguinte, Helene fez a transição para um ciclone extratropical enquanto acelerava em direção às Ilhas Britânicas, tornando-se a primeira tempestade nomeada da temporada de vendavais na Europa. Em 18 de setembro, a baixa extratropical associada a Helene fundiu-se com outro sistema extratropical. Os remanescentes continuaram a impactar a Irlanda e o Reino Unido, alertando para rajadas de vento em 105 km/h (65 mph) para as áreas sul e oeste do Reino Unido. No entanto, Helene enfraqueceu consideravelmente ao se aproximar das Ilhas Britânicas, resultando no cancelamento de todos os avisos meteorológicos em 18 de setembro. A tempestade extratropical produziu chuvas nas Ilhas Britânicas e rajadas de vento que atingiram 50 mph (80 km/h) no País de Gales.

### Furacão Isaac
Em 2 de setembro, uma onda tropical saiu da costa oeste da África. O sistema se organizou gradualmente ao longo dos dias seguintes. Após uma explosão de convecção profunda em 6 de setembro e, em seguida, o desenvolvimento de um centro bem definido logo após, uma depressão tropical formou-se cerca de 1 110 km (690 mi) oeste das Ilhas de Cabo Verde por volta das 12h00 UTC em 7 de setembro. As fracas correntes de direção fizeram com que a depressão se movesse inicialmente lentamente, enquanto o vento moderado impedia temporariamente o fortalecimento do sistema. Às 12h00 UTC em 8 de setembro, a depressão intensificou-se na tempestade tropical Isaac. Depois disso, o ciclone começou a se mover para o oeste entre 12 e 17 mph (19 e 27 km/h) depois que uma crista subtropical situada ao norte da tempestade fortaleceu-se. Com temperaturas quentes do oceano, humidade abundante e baixo cisalhamento do vento, Isaac se intensificou em um furacão às 00h00 UTC em 10 de setembro. Simultaneamente, o ciclone atingiu o pico com ventos sustentados de 121 km/h (75 mph) e uma pressão mínima de 995 mbar (29,4 inHg).
Mais tarde em 10 de setembro, o ar seco entrou na pequena circulação da tempestade, suprimindo a convecção e evitando qualquer intensificação posterior. O aumento do cisalhamento do vento gerado por um vale de nível superior ao norte causou o enfraquecimento de Isaac, com o ciclone caindo para a intensidade de tempestade tropical no início de 11 de setembro. Entre 12 de setembro e 13 de setembro, a circulação de superfície do sistema ficou exposta a partir da convecção. Por volta das 12h00 UTC em 13 de setembro, Isaac passou entre a Martinica e a Dominica, com o terreno elevado da Martinica quase fazendo com que a tempestade se dissipasse. Em Dominica, o ciclone causou pequenas inundações e deslizamentos de terra. Rajadas de vento atingiram o pico em 86 km/h (53 mph) em Guadalupe, causando centenas de cortes de energia. Chuvas pesadas localmente em Santa Lúcia causaram inundações em Anse La Raye e Castries, enquanto o vento derrubou árvores em Barre de L'isle. Embora a convecção tenha se desenvolvido brevemente, o cisalhamento do vento persistente fez com que Isaac enfraquecesse para uma depressão tropical no início de 15 de setembro e, em seguida, degenere em uma onda tropical na metade do caminho entre a República Dominicana e a Venezuela logo depois.

### Tempestade tropical Joyce
Uma frente fria moveu-se ao largo da costa da Nova Inglaterra e do Canadá Atlântico por volta de 7 de setembro uma área de baixa pressão desenvolveu-se ao longo da frente três dias depois e atingiu a intensidade da força de vendaval no início de 12 de setembro. Depois que uma banda curva de convecção se formou mais tarde naquele dia, a baixa se tornou a Tempestade Subtropical Joyce por volta das 12h00 UTC enquanto centralizada aproximadamente 990 km (615 mi) oeste-sudoeste da Ilha das Flores nos Açores. A partir de 13 de setembro de 14 de setembro, Joyce interagiu com o furacão Helene, devido ao efeito Fujiwara, com Joyce sendo dirigido no sentido anti-horário em torno de Helene. Às 00h00 UTC em 14 de setembro, Joyce fez a transição para uma tempestade tropical. Mais tarde naquele dia, Joyce começou a virar para o leste e atingiu seu pico de intensidade com ventos sustentados de 80 km/h (50 mph). Depois disso, Joyce começou a enfraquecer devido ao aumento do cisalhamento do vento. Às 12h00 UTC em 16 de setembro, Joyce enfraqueceu em uma depressão tropical. Às 00h00 UTC em 19 de setembro, Joyce degenerou em uma baixa remanescente, que continuou a se mover para o leste por mais alguns dias, antes de se dissipar no final de 21 de setembro.

### Depressão Tropical Onze
Uma onda tropical atingiu a costa oeste da África em 14 de setembro, com sinais de rotação. Conforme a onda atravessou o Atlântico tropical, a rotação enfraqueceu ligeiramente. Depois de alguns dias indo para o oeste, a convecção e a organização melhoraram gradualmente. Em 18 de setembro, uma grande área de clima perturbado em associação com uma onda tropical desenvolvida muito a leste-sudeste das Pequenas Antilhas. O sistema inicialmente carecia de uma circulação de superfície e, embora uma baixa fraca se formou em 20 de setembro, ventos fortes de nível superior e ar seco deveriam limitar o desenvolvimento futuro. A convecção profunda, apesar de estar deslocada para leste do centro, tornou-se persistente ao longo do dia, levando à formação de uma depressão tropical por volta das 18h00. UTC em 21 de setembro. No entanto, a depressão não conseguiu se fortalecer ainda mais em um ambiente cada vez mais hostil, eventualmente degenerando em uma depressão alongada no dia seguinte, aproximadamente 555 km (345 mi) leste das Pequenas Antilhas.

### Tempestade tropical Kirk
Uma onda tropical emergiu no Atlântico da costa oeste da África em 22 de setembro A onda moveu-se rapidamente para o oeste e se organizou em uma depressão tropical de cerca de 840 km (520 mi) sul-sudeste das Ilhas de Cabo Verde no início de 22 de setembro. A depressão intensificou-se na tempestade tropical Kirk cerca de seis horas depois, tornando-se uma tempestade nomeada a 8,1°N, a latitude mais baixa para um sistema de força de tempestade tropical ou superior no Atlântico norte desde um furacão em 1902. Poucas mudanças na força ocorreram quando Kirk acelerou através do Atlântico tropical, possivelmente devido à sua alta velocidade de avanço, e o ciclone degenerou em uma onda tropical aberta às 12h00 UTC em 23 de setembro. O vale remanescente continuou para oeste e se reorganizou, tornando-se uma tempestade tropical mais uma vez no início de 26 de setembro. Kirk atingiu o pico com ventos sustentados de 105 km/h (65 mph) mais tarde naquele dia. O forte cisalhamento do vento enfraqueceu ligeiramente a tempestade no dia seguinte, conforme ela se aproximava das Pequenas Antilhas, e por volta das 00h30 UTC em 28 de setembro, a tempestade atingiu a costa de Santa Lúcia. Kirk continuou a enfraquecer enquanto se movia para o oeste através do Caribe, e a circulação de superfície ficou exposta a oeste da convecção principal. No início de 29 de setembro, Kirk degenerou em uma onda tropical aberta no leste do Caribe. Os remanescentes de Kirk vagaram para o oeste pelos próximos dias, antes de serem absorvidos por uma área em desenvolvimento de baixa pressão sobre o sudoeste do Caribe, que mais tarde se tornaria o furacão Michael.

Avisos e alertas de tempestades tropicais foram emitidos para as ilhas de Barlavento às 09h00 UTC em 26 de setembro. A tempestade causou a perda de cerca de 80% das plantações de banana e também danificou edifícios escolares, enquanto dois edifícios sofreram destruição total. Aproximadamente 2 000 galinhas morreram em uma granja depois que seus currais desabaram durante a tempestade. Os danos em Santa Lúcia totalizaram aproximadamente US$ 444 000. Quantidade de chuva superior a 250 mm (10 in) em Barbados causou extensas inundações nas ruas e cortes de energia. Duas mortes ocorreram em São Vicente e Granadinas depois que dois pescadores ignoraram os avisos de tempestade e presumivelmente se afogaram. 

### Furacão Leslie
Uma área não tropical de baixa pressão se formou sobre o Atlântico central em 22 de setembro, em rápida transição para a tempestade subtropical Leslie às 12h00 UTC no dia seguinte cerca de 1 521 km (945 mi) sudoeste das Ilhas das Flores nos Açores. Após pouca mudança na força ao longo dos dois dias, Leslie enfraqueceu para uma depressão subtropical no início de 25 de setembro, antes de se tornar pós-tropical naquele dia. Depois de se fundir com um sistema frontal, Leslie iniciou um ciclo ciclônico para o oeste, intensificando-se durante este tempo, e se tornando um poderoso ciclone extratropical com ventos com força de furacão no início de 27 de setembro. Os remanescentes de Leslie enfraqueceram gradualmente, à medida que a tempestade começou a perder a sua estrutura frontal. No entanto, Leslie se tornou uma tempestade subtropical mais uma vez por volta das 12h00 UTC em 28 de setembro. Um dia depois de se regenerar, Leslie tornou-se totalmente tropical.
Ao longo dos próximos dias, Leslie derivou para o sul-sudoeste entre uma área de alta pressão a oeste e outra a nordeste enquanto se intensificava gradualmente. Às 06h00 UTC em 3 de outubro, Leslie tornou-se um furacão e virou para o norte, mas voltou a se tornar uma tempestade tropical no dia seguinte. Leslie então derivou para o nordeste em 5 de outubro e 6 de outubro sem muita mudança na intensidade, antes de virar leste-sudeste ao longo da periferia oeste de um amplo vale médio troposférico em 7 de outubro. Após um período de enfraquecimento, Leslie começou a se fortalecer no final de 8 de outubro, atingindo a intensidade do furacão pela segunda vez em 10 de outubro enquanto executa uma curva fechada para o leste-nordeste. O ciclone então acelerou devido à influência dos ventos de oeste de latitude média. No final de 13 de outubro, Leslie tornou-se extratropical aproximadamente 190 km (120 mi) oeste-noroeste de Lisboa, Portugal, antes de fazer desembarque (landfall) logo depois. A baixa extratropical tornou-se mal definida após emergir no Golfo da Biscaia no dia seguinte.
Em 12 de outubro, um alerta de tempestade tropical foi emitido para a Madeira pela primeira vez na história da ilha, e Leslie tornou-se o primeiro ciclone tropical a passar em 160 km (100 mi) do arquipélago desde que a manutenção de registos confiáveis começou em 1851. Antes de Leslie, o furacão Vince em 2005 passou mais perto das ilhas do que qualquer outro ciclone tropical. Autoridades da Madeira fecharam praias e parques. A ameaça de tempestade fez com que oito companhias aéreas cancelassem voos para a Madeira. Leslie resultou no cancelamento de mais de 180 jogos desportivos, mais de metade deles afectos à Federação Madeira de Futebol. No continente de Portugal, os restos de Leslie produziram rajadas de vento de 109 mph (175 km/h), deixando 324 000 casas sem energia e derrubando pelo menos 1 000 árvores nas áreas costeiras. Uma morte ocorreu devido à queda de uma árvore. A humidade dos remanescentes de Leslie e uma frente fria semi-estacionária causaram fortes chuvas e inundações repentinas no sul da França. A inundação deixou 15 mortes, todas no departamento de Aude. No geral, Leslie e seus remanescentes infligiram mais de US$ 500 milhões em danos.

### Furacão Michael
Em 1 de outubro, uma ampla área de baixa pressão formou-se no sudoeste do Mar do Caribe, absorvendo os remanescentes da tempestade tropical Kirk no dia seguinte. A baixa gradualmente se organizou, tornando-se uma depressão tropical no início de 7 de outubro cerca de 240 km (150 mi) ao sul de Cozumel. A depressão intensificou-se para a tempestade tropical Michael logo em seguida. Michael rapidamente se tornou um furacão por volta do meio-dia de 8 de outubro como resultado da rápida intensificação. A tempestade atingiu o Golfo do México várias horas depois e continuou a se intensificar rapidamente nos dois dias seguintes, tornando-se um grande furacão no final de 9 de outubro. Às 17h30 UTC em 10 de outubro, Michael atingiu a costa perto da Cidade do Panamá, Flórida, em seu pico de intensidade como um furacão categoria 5 com ventos máximos sustentados de 260 km/h (160 mph) e uma pressão barométrica mínima de 919 mbar (27,1 inHg). Michael se tornou a tempestade mais intensa da temporada e também o terceiro furacão mais forte nos Estados Unidos em termos de pressão central. O ciclone inicialmente enfraqueceu rapidamente sobre a terra, caindo para a intensidade da tempestade tropical sobre a Geórgia no início de 11 de outubro. Por volta das 00h00 UTC em 12 de outubro, Michael tornou-se extratropical na Virgínia. Depois de cruzar o sudeste dos Estados Unidos, Michael começou a se fortalecer no início de 12 de outubro como resultado do forçamento baroclínico durante a transição para um ciclone extratropical. A baixa extratropical moveu-se para nordeste através do Atlântico, antes de se curvar para sudeste e depois para sul enquanto se aproximava do continente europeu. A baixa dissipou perto da costa de Portugal em 15 de outubro.
Os efeitos combinados do precursor de Michael e uma perturbação no Oceano Pacífico causaram inundações significativas em toda a América Central. Quase 2 000 casas na Nicarágua sofreram danos e 1 115 pessoas evacuadas. Um total de 253 e 180 casas foram danificadas em El Salvador e em Honduras, respectivamente. Mais de 22 700 pessoas foram diretamente afetadas nos três países. O precursor de Michael causou cerca de US$ 10 milhões em danos na América Central e matou pelo menos 15 pessoas em toda a região: 8 em Honduras, 4 na Nicarágua e 3 em El Salvador. Em Cuba, ventos fortes de Michael resultaram em mais de 200 000 cortes de energia e danos estruturais esporádicos na província de Pinar del Río. Fortes chuvas transbordaram riachos e rios, enquanto as enchentes invadiram casas em La Coloma. Danos catastróficos ocorreram em partes do Panhandle da Flórida, particularmente dentro e ao redor da Praia do México, Cidade do Panamá e Praia da Cidade do Panamá. Michael danificou mais de 45 000 estruturas e destruiu mais de 1 500 outros apenas no Condado de Bay. Os principais danos causados pelo vento continuaram bem no interior, incluindo cerca de 1 000 estruturas sofrendo danos substanciais ou destruição no condado de Jackson. Na Geórgia, 99% das casas no condado de Seminole sofreram algum grau de danos, enquanto milhares de outras casas no norte do condado de Dougherty relataram danos. Danos extensos pelo vento também ocorreram no sudeste do Alabama. Os remanescentes de Michael causaram inundações no oeste da Carolina do Norte e Virgínia, com um total de precipitação máxima de 330 mm (13,01 in) perto de Black Mountain, Carolina do Norte. Nos Estados Unidos, pelo menos 59 pessoas foram mortas na Flórida, Geórgia, Carolina do Norte e Virgínia, com a maioria no estado da Flórida. Michael causou pelo menos $ 25 mil milhões em danos à propriedade nos Estados Unidos.

### Tempestade tropical Nadine
No início de 6 de outubro, uma onda tropical se moveu na costa oeste da África. A onda logo se quebrou ao entrar no Atlântico tropical, com a porção norte se movendo sobre águas frias e a porção sul continuando para oeste sobre águas quentes. A convecção associada à porção sul aumentou e tornou-se mais organizada, e uma circulação bem definida desenvolveu-se em 7 de outubro. A perturbação continuou a se organizar ao longo do dia seguinte, conforme uma superfície bem definida se desenvolveu. Às 06h00 UTC em 9 de outubro, enquanto localizado a sudoeste de Cabo Verde, a perturbação organizou-se em uma depressão tropical, e seis horas depois se intensificou na tempestade tropical Nadine. Após sua designação como uma tempestade tropical na longitude de 30°W, Nadine se tornou a tempestade nomeada mais oriental a se desenvolver no Atlântico tropical no final do ano civil. Localizado em um ambiente muito favorável com baixo cisalhamento do vento, temperaturas quentes da superfície do mar e humidade atmosférica abundante, o pequeno ciclone tropical se intensificou rapidamente, atingindo seu pico de intensidade com ventos máximos sustentados de 105 km/h (65 mph) por volta das 06h00 UTC em 10 de outubro. Naquela época, uma característica de olho bem definida era evidente nas imagens de microondas. No entanto, um aumento abrupto no cisalhamento do vento oeste pôs fim à tendência de fortalecimento, e Nadine começou a enfraquecer mais tarde naquele dia. Virando bruscamente para oeste-noroeste, Nadine encontrou condições ambientais hostis que resultaram no enfraquecimento do ciclone para uma depressão tropical às 18h00 UTC em 12 de outubro. O ciclone enfraquecido degenerou em uma onda aberta seis horas depois. A onda continuou a se mover para o oeste pelos próximos dias, finalmente se dissipando a leste das Pequenas Antilhas no início de 16 de outubro.

### Furacão Oscar
A interação de uma onda tropical e um vale de nível médio a superior resultou na formação de um vale de superfície e uma ampla área de baixa pressão bem a nordeste das Ilhas de Sotavento em 24 de outubro. A organização gradual se seguiu à medida que a baixa derivava para o norte, com a chuva e a atividade da tempestade se tornando mais bem definidas. Às 18h00 UTC em 26 de outubro, a circulação da ampla baixa tornou-se suficientemente definida para ser classificada como Tempestade Subtropical Oscar, embora situada a cerca de 1 900 km (1 180 mi) leste-nordeste das Ilhas Barlavento. Oscar continuou a se fortalecer enquanto acelerava para o oeste ao redor do lado norte de uma baixa de nível médio a superior, fazendo a transição para uma tempestade tropical às 18h00 UTC em 27 de outubro. Um pequeno olho ficou evidente nas imagens de satélite no final de 28 de outubro, e Oscar fortaleceu-se em um furacão de categoria 1 às 18h00 UTC naquele dia. Seguiu-se intensificação contínua, com Oscar atingindo o pico como um forte furacão de categoria 2 com ventos máximos sustentados de 180 km/h (110 mph) no início de 30 de outubro. Logo depois, o ciclone acelerou para nordeste sobre águas cada vez mais frias, enquanto uma frente fria se aproximava do sistema pelo noroeste. Em 31 de outubro, Oscar passou por uma transição extratropical, processo que foi concluído às 18h00 UTC naquele dia cerca de 974 km (605 mi) ao sul-sudeste de Cabo Race, Terra Nova. A tempestade extratropical remanescente continuou na direção norte-nordeste e então para nordeste antes de ser absorvida por outro sistema extratropical baixo e frontal perto das Ilhas Feroe no final de 4 de novembro.

## Nomes de tempestade
A lista de nomes a seguir foi usada para tempestades nomeadas que se formaram no Atlântico Norte em 2018. Os nomes não retirados desta lista serão usados novamente na temporada de 2024. Essa foi a mesma lista usada na temporada de 2012, com exceção do nome Sara, que substituiu Sandy.
| - Alberto - Beryl - Chris - Debby - Ernesto - Florence - Gordon | - Helene - Isaac - Joyce - Kirk - Leslie - Michael - Nadine | - Oscar - Patty (sem usar) - Rafael (sem usar) - Sara (sem usar) - Tony (sem usar) - Valerie (sem usar) - William (sem usar) |

### Aposentadoria
Em 20 de março de 2019, na 41ª sessão do comitê de furacões RA IV, a Organização Meteorológica Mundial retirou os nomes Florence e Michael de suas listas rotativas de nomenclatura devido ao número de mortes e quantidade de danos que causaram, e eles não serão usados novamente para outro furacão no Atlântico. Eles serão substituídos por Francine e Milton, respectivamente, para a temporada de 2024.

## Efeitos sazonais
Esta é uma tabela dos ciclones tropicais que se formaram na temporada de furacões no oceano Atlântico de 2018. Inclui a sua duração, nomes, desembarque(s), denotados entre parênteses, danos e totais de mortes. As mortes entre parênteses são adicionais e indiretas (um exemplo de morte indireta seria um acidente de trânsito), mas ainda estavam relacionadas a essa tempestade. Danos e mortes incluem totais enquanto a tempestade foi extratropical, uma onda tropical ou baixa, e todos os números de danos estão em dólares americanos. Os ciclones tropicais potenciais não estão incluídos nesta tabela.
| Escala de Furacões de Saffir-Simpson |    |    |   |   |   |   |   |
| DT                                   | TS | TT | 1 | 2 | 3 | 4 | 5 |

| Alberto               | 25 de maio – 31                | Tempestade tropical | 100 (65)  | 990  | Península de Iucatã, Ilhas Cayman, Cuba, Costa do Golfo dos Estados Unidos, Sudoeste dos Estados Unidos, Região Centro-Oeste dos Estados Unidos, Ontário                  | $125 000 000        | 18      | [ 27 ]               |
| Beryl                 | 4 de julho – 15                | Furacão categoria 1 | 130 (80)  | 991  | Pequenas Antilhas, Hispaniola, Porto Rico, Cuba, Bahamas, Bermuda, Províncias atlânticas do Canadá                                                                        | >$1 000 000         | Nenhum  | [ 90 ]               |
| Chris                 | 6 de julho – 12                | Furacão categoria 2 | 165 (105) | 969  | Bermuda, Costa Leste dos Estados Unidos, Províncias atlânticas do Canadá, Islândia                                                                                        | Menor               | 1       | [ 36 ]               |
| Debby                 | 7 de agosto – 9                | Tempestade tropical | 85 (50)   | 998  | Nenhum | Nenhum              | Nenhum  |                      |
| Ernesto               | 15 de agosto – 17              | Tempestade tropical | 75 (45)   | 1003 | República da Irlanda, Reino Unido | Nenhum              | Nenhum  |                      |
| Florence              | 31 de agosto – setembro 17     | Furacão categoria 4 | 240 (150) | 937  | África Ocidental, Cabo Verde, Bermuda, Sudoeste dos Estados Unidos, Médio Atlântico, Províncias atlânticas do Canadá                                                      | $24 230 000 000     | 24 (30) | [ 47 ] [ 49 ] [ 50 ] |
| Gordon                | 3 de setembro – 6              | Tempestade tropical | 110 (70)  | 996  | Grandes Antilhas, Bahamas, Flórida, Costa do Golfo dos Estados Unidos, Leste dos Estados Unidos, Ontário                                                                  | $200 000 000        | 3 (1)   | [ 51 ]               |
| Helene                | 7 de setembro – 16             | Furacão categoria 2 | 175 (110) | 967  | África Ocidental, Cabo Verde, Açores, República da Irlanda, Reino Unido, Noruega                                                                                          | Desconhecido        | 3       | [ 55 ]               |
| Isaac                 | 7 de setembro – 15             | Furacão categoria 1 | 120 (75)  | 995  | África Ocidental, Pequenas Antilhas, Haiti, Jamaica, Ilhas Cayman, Cuba                                                                                                   | Menor               | Nenhum  |                      |
| Joyce                 | 12 de setembro – 18            | Tempestade tropical | 85 (50)   | 995  | Nenhum | Nenhum              | Nenhum  |                      |
| Onze                  | 21 de setembro – 22            | Depressão tropical  | 55 (35)   | 1007 | Nenhum | Nenhum              | Nenhum  |                      |
| Kirk                  | 22 de setembro – 28            | Tempestade tropical | 100 (65)  | 998  | Pequenas Antilhas | $444,000            | 2       | [ 69 ] [ 72 ]        |
| Leslie                | 23 de setembro – 13 de outubro | Furacão categoria 1 | 150 (90)  | 968  | Açores, Bermuda, Costa Leste dos Estados Unidos, Madeira, Península Ibérica, França                                                                                       | >$500 000 000       | 2 (14)  | [ 73 ] [ 79 ] [ 80 ] |
| Michael               | 7 de outubro – 11              | Furacão categoria 5 | 260 (160) | 919  | América Central, Península de Iucatã, Ilhas Cayman, Cuba, Sudoeste dos Estados Unidos, Costa Leste dos Estados Unidos, Províncias atlânticas do Canadá, Península Ibérica | $25 500 000 000     | 31 (43) | [ 24 ] [ 80 ]        |
| Nadine                | 9 de outubro – 12              | Tempestade tropical | 100 (65)  | 995  | Nenhum | Nenhum              | Nenhum  |                      |
| Oscar                 | 26 de outubro – 31             | Furacão categoria 2 | 175 (110) | 966  | Ilhas Faroe | Nenhum              | Nenhum  |                      |
| Agregado da temporada |                                |                     |           |      | |                     |         |                      |
| 16 sistemas           | 25 de maio – 31 de outubro     |                     | 260 (160) | 919  | | >50,526 mil milhões | 84 (88) |                      |